# Wydawnictwa Polskiego Komitetu Olimpijskiego
Wydawnictwa Polskiego Komitetu Olimpijskiego

## Czasopisma
Źródło
- Olimpionik - Pismo edukacyjne kierowane do dzieci i młodzieży - publikowane w wersji drukowanej i elektronicznej ISSN 2299-9051
- Magazyn Olimpijski - Kwartalnik Polskiego Komitetu Olimpijskiego - publikowane w wersji drukowanej i elektronicznej ISSN 1506-0233
- „Olimpijski Magazyn Informacyjny Polskiego Komitetu Olimpijskiego” wydawany w latach: 1987-1990[2]
- „Sport Novela: literatura film sztuka kultura”, Rok wydania: 1998, ISSN 1505-3024
- „Biuletyn - Polski Komitet Olimpijski”, wydawany w latach 1973-1987, jako dwumiesięcznik w latach: 1973–1976, jako miesięcznik w latach: 1977-1987, ISSN 0209-1216
- „Biuletyn Informacyjny: przegląd zagranicznej prasy sportowej (Biuletyn Polskiego Komitetu Olimpijskiego)”, wydawany w latach: 1955-1967, nieregularnie w latach: 1955-1963, jako miesięcznik w latach: 1964-1967[3]

## Książki i inne publikacje

### wydawnictwa albumowe
- „Igrzyska XXXI Olimpiady Rio 2016”, ISBN 978-83-62045-36-5
- „Spojrzenie(LOOK)”, Autor:Tadeusz Kowalski fotograf, ISBN 978-83-9429-01-0-8
- „XXII Olympic Winter Games - sochi.ru 2014”, ISBN 978-83-7585-220-2
- „XXI Zimowe Igrzyska Olimpijskie - Vancouver 2010”, ISBN 978-83-7585-027-7

### wydawnictwa edukacyjne i popularnonaukowe
- „Sztafeta pokoleń - opowiadania olimpijskie (Prace nagrodzone w XXV Konkursie na Opowiadania Olimpijskie im. Jana Parandowskiego zorganizowanym przez Polski Komitet Olimpijski)”, 2015, ISBN 978-83-65110-15-2
- „Czysta gra (Fair play)”, Kajetan Hądzelek, Magdalena Rejf, Halina Zdebska-Biziewska, Ryszard Żukowski, 2014, ISBN 978-83-62275-84-7
- „Błyszczący sterowiec - Pierre de Coubertin o sporcie i olimpizmie”, Katarzyna Deberny, Katarzyna Płoszaj, Wiesław Firek, 2012 ISBN 978-83-942901-1-5
- „Symbole i maskotki olimpijskie”, Maria Rotkiewicz, ISBN 978-83-7585-190-8
- „Światowe sejmiki działaczy polonijnych Polskiego Komitetu Olimpijskiego w latach 1989–2009” praca zbiorowa pod redakcją Bernarda Woltmanna, 2010, ISBN 978-83-924086-8-7
- „Komisja Sportu Kobiet Polskiego Komitetu Olimpijskiego”, praca zbiorowa - red. odpowiedzialna Magdalena Janicka, 2010, ISBN 978-83-7585-083-3
- „90 lat Polskiego Komitetu Olimpijskiego oczami kolekcjonera”, Andrzej Szalewicz, 2009
- „90 lat na olimpijskim szlaku”, red.: Kajetan Hądzelek, 2009, ISBN 978-83-7585-093-2
- „Igrzyska olimpijskie na przełomie wieków: Polska w Atlancie, Nagano, Sydney, Salt Lake City, Atenach i Turynie”, red. Kajetan Hądzelek, Rok wydania: 2006, ISBN 83-89961-62-8

### wydawnictwa w kooperacji
- „Symfonia Olimpijska”, Autor: Marek Sewen. Kompozycja w wykonaniu Polskiej Orkiestry Radiowej pod dyrekcją Łukasza Borowicza. Wydana w kooperacji z Polskiem Radiem, 2014[4]

## informacje uzupełniające
W 2006 roku Polski Komitet Olimpijski przekazał Muzeum Sportu i Turystyki w Warszawie w wieloletni depozyt, swój księgozbiór liczący 1375 egzemplarzy książek oraz czasopisma z lat 1976-2005 (11 tytułów). Po opracowaniu i skatalogowaniu jest on dostępny dla Czytelników od stycznia 2007 roku.